# Tzompantli

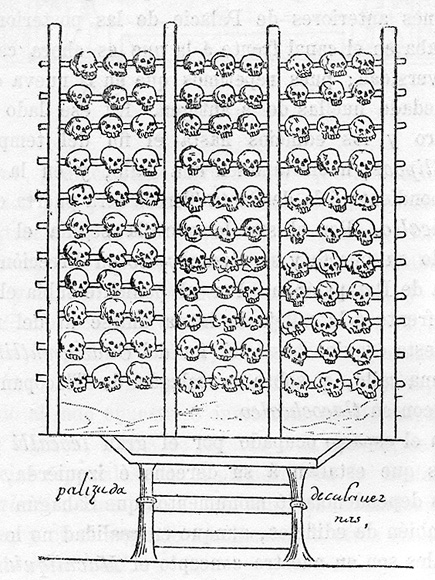
Uno tzompantli, illustrato nel Codice Durán

Uno tzompantli è un tipo di intelaiatura in legno documentata in diverse culture mesoamericane, che veniva usata per l'esposizione pubblica di teschi umani, normalmente quelli di prigionieri di guerra o di vittime sacrificali.

## Diffusione

### Generale
Lo tzompantli veniva generalmente eretto come una serie di pali verticali connessi da supporti orizzontali ai quali I teschi erano cuciti o legati. Una struttura alternativa, più comune nelle regioni Maya, prevedeva i teschi impilati l'uno sull'altro lungo i pali verticali.
Gli tzompantli sono conosciuti principalmente per le loro raffigurazioni nei codici del periodo tardo postclassico e post conquista spagnola, nei resoconti dei conquistadores ed in diverse altre iscrizioni. Tuttavia una struttura molto simile a uno tzompantli è stata effettivamente rinvenuta nel sito preclassico Zapoteco di La Coyotera, nello stato di Oaxaca, e datata tra il II secolo a.C. e il III secolo.
Sono noti tzompantli anche in altre culture precolombiane, come i Toltechi e i Mixtechi.

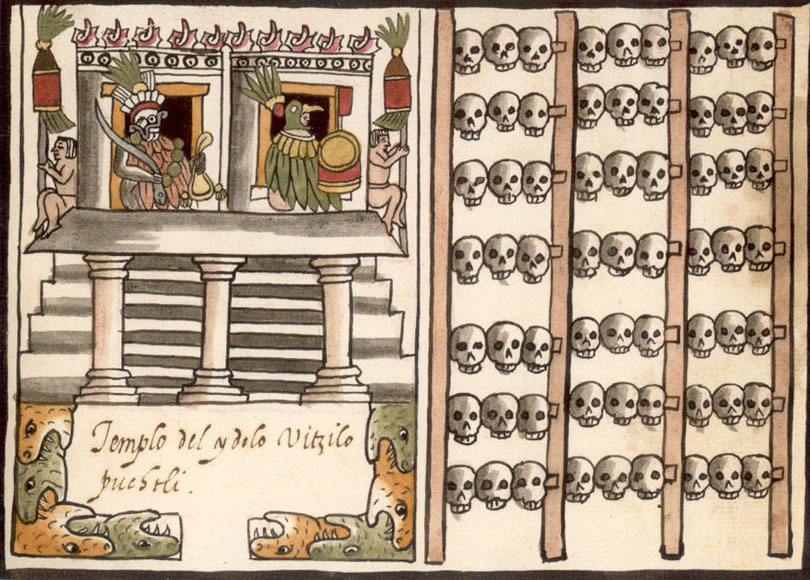
Tzompantli rappresentato sulla destra del dipinto di un tempio Azteco dedicato a Huitzilopochtli; dal manoscritto conosciuto come Codice Ramírez.

### Maya
Altri esempi si trovano nei siti Maya come Uxmal e altri siti Puuc dello Yucatán, datati circa dal IX secolo,  declino del periodo classico. Una  raffigurazione di uno tzompantli si trova nel sito di Chichén Itzá.

### Aztechi
Esistono numerose descrizioni di tzompantli nei codici Aztechi, databili intorno alla conquista spagnola o subito dopo, come ad esempio il Codice Durán, il Codice Ramírez e il Codice Borgia. I partecipanti alla spedizione di Hernán Cortés nella capitale Azteca di Tenochtitlán, durante la fase iniziale che li vide ospiti-prigionieri dell'imperatore Moctezuma II, riportano la vista di un altare tzompantli adornato con i teschi di sacrifici recenti. Nel complesso della grande piramide di Tenochtitlán un rilievo in stucco raffigurava questi sacrifici. I resti di questo rilievo sono sopravvissuti e possono essere visti nelle rovine dello Zócalo nell'attuale Città del Messico.
Secondo il racconto del testimone oculare Bernal Díaz del Castillo, Historia verdadera de la conquista de la Nueva España, dopo che Cortéz fu costretto alla sua ritirata iniziale da Tenochtitlán gli Aztechi eressero uno tzompantli provvisorio che esibiva le numerose teste di uomini e cavalli che essi avevano catturato al nemico.
Il fatto è raffigurato anche in un codice promozionale azteco che racconta la storia, nonché la successiva battaglia che portò alla conquista della città da parte degli Spagnoli.
Basandosi sui numeri forniti dal conquistador Andrés de Tapia e dal frate Diego Durán, Bernardo Ortiz de Montellano ha calcolato che ci fossero fino a 60.000 teschi nel Huey Tzompantli (Grande Tzompantli) di Tenochtitlán. Esistevano almeno altri cinque tzompantli a Tenochtitlán, ma tutti i resoconti sono concordi sul fatto che erano di dimensioni  minori.

## Interpretazione e relazioni
Oltre al loro uso come esibizione dei teschi dei prigionieri di guerra uccisi in maniera rituale, gli tzompantli sono spesso associati al contesto dei campi per il gioco della palla, presenti in molti siti delle varie culture mesoamericane. In questi contesti sembra che lo tzompantli venisse usato per mostrare le teste dei perdenti di questo gioco molto spesso altamente ritualizzato. Non tutte le partite avevano tuttavia queste conseguenze estreme, e per questo si è anche supposto che i partecipanti a queste gare fossero nobili prigionieri. Il campo da gioco di Tula, l'antica capitale tolteca, ha l'iscrizione di uno tzompantli molto ben conservata, e anche quella presente a Chichén Itzá si trova nei pressi del campo da gioco.
L'associazione con il gioco della palla si può trovare anche nel Popol Vuh, il famoso racconto religioso, mitologico e culturale dei Maya Quiché. Quando Hun Hunahpu, il padre degli eroi gemelli Hunahpu e Xbalanque, venne ucciso dal signore del mondo sotterraneo, Xibalba, la sua testa venne appesa ad una pianta di zucche adiacente a un campo da gioco. La pianta di zucche indica metaforicamente uno tzompantli, con i teschi a rappresentare i frutti.

## Etimologia
Il nome proviene dal linguaggio Nahuatl classico degli Aztechi, tuttavia è comunemente applicato a strutture similari raffigurate in altre culture mesoamericane. L'etimologia precisa è incerta anche se l'interpretazione più diffusa è scaffale di teschi o muro di teschi.
Potrebbe essere l'unione delle due parole Nahuatl tzontecomatl (teschio; da tzontli o tzom- che significano 'capelli' o 'scalpo' e tecomatl 'zucca' o 'contenitore') e pamitl (insegna). Questa derivazione è stata proposta per spiegare le raffigurazioni presenti in diversi codici nelle quali gli tzompantli sono appunto associati a insegne. Tuttavia Frances Karttunen ha suggerito che pantli significhi più semplicemente 'fila' o 'muro'.